# ジャン＝バチスト・モラン

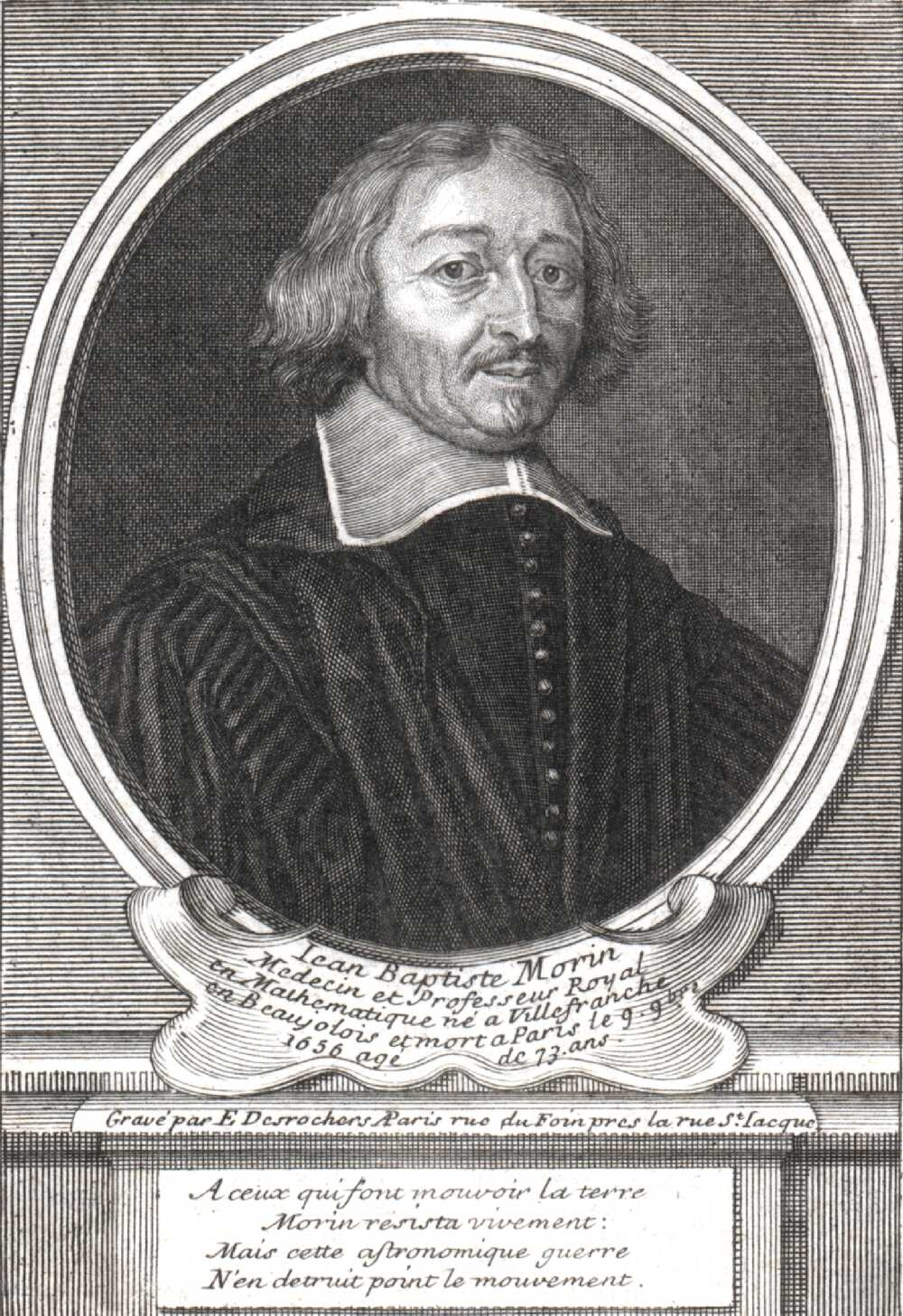
Jean-Baptiste Morin

ジャン＝バチスト・モラン（Jean-Baptiste Morin 、ラテン名： Morinus、1583年2月23日 - 1656年11月6日）は、フランスの数学者・占星術師・天文学者。
ボジョレー地方のヴィルフランシュ（現ヨンヌ県内）に生まれた。16歳からエクス＝アン＝プロヴァンスで科学を学んだ。1611年からアヴィニョン大学で薬学を学び、翌年学位を得た。1613年から1621年の間ブーローニュの司祭に雇われ、この間ドイツやハンガリーを旅した。司祭付の占星術師を務めるかたわら鉱山で金属の研究を行った。その後1629年までルクセンブルク公に雇われた。1624年に defense of Aristotleを出版した。光学の分野の研究も行い、占星術の研究も行った。ピエール・ガッサンディとともに天文学の観測を行った。1630年にコレージュ・ロワイエの教授に任命され終生その地位を保った。 
堅固な天動説の信奉者で、ガリレオとガリレオの説の反対者であった。ガリレオ裁判の後もガリレオを攻撃した。論争好きで、デカルトと1638年にあった後には、デカルトの理論を攻撃した。これらの行動がモランを科学界で孤立させた。
経度の測定方法は当時航海上の重要問題で各国で懸賞がかけられていた。モランは1634年に月の運行表から求める方法を提案した。月の星座に対する位置を用いる月距法の改良で、より正確な測定装置や月の視差の補正を加えたものである。正確な時計を用いることを提案したゲンマ・フリシウスの方法を信じなかった。モランの提案が実用的かどうかの判定はリシュリューによって、設けられたパスカル、ミドルジュ、エリゴーンらの委員会によって行われ、委員会と5年間に渡って論争することになった。1645年にリシュリューの後任のジュール・マザランによって2,000リーヴルの賞金が与えられた。
占星術の分野で晩年『ガリア占星術』（Astrologia Gallica）を著した。出版されたのは、死後の1661年である。